# Viviana Natale
Viviana Natale (Caltanissetta, 1968) è un'attrice italiana.

## Biografia
Partecipò all'edizione di Miss Italia 1988, vincendo la categoria Miss Cinema, e nel 1992 debuttò col film Angeli a Sud per la regia di Massimo Scaglione.
Successivamente ha lavorato in alcune fiction televisive come Donna, Una donna per amico e Il giudice Mastrangelo.
Ha posato nuda per le riviste Playboy, Playmen ed Excelsior.

### Vita privata
Negli anni novanta è stata sposata con l'allora centravanti della Lazio, Giuseppe Signori.

## Filmografia

### Cinema
- Angeli a Sud, regia di Massimo Scaglione (1992)
- Il sogno della farfalla, regia di Marco Bellocchio (1994)

### Televisione
- Vite a termine, regia di Giovanni Soldati – film TV (1995)
- Donna, regia di Gianfranco Giagni – miniserie TV (1996)
- Una donna per amico – serie TV, 13 episodi (2001)
- Il giudice Mastrangelo – serie TV, episodio 1x05 (2006)